# 闪电战3
《闪电战3》是由Nival开发於2017年6月2日發售的即时战略游戏，《闪电战》系列的最新续作。中国大陆地区由空中网代理。游戏主体依然延续前作，以体现真实战争为主。

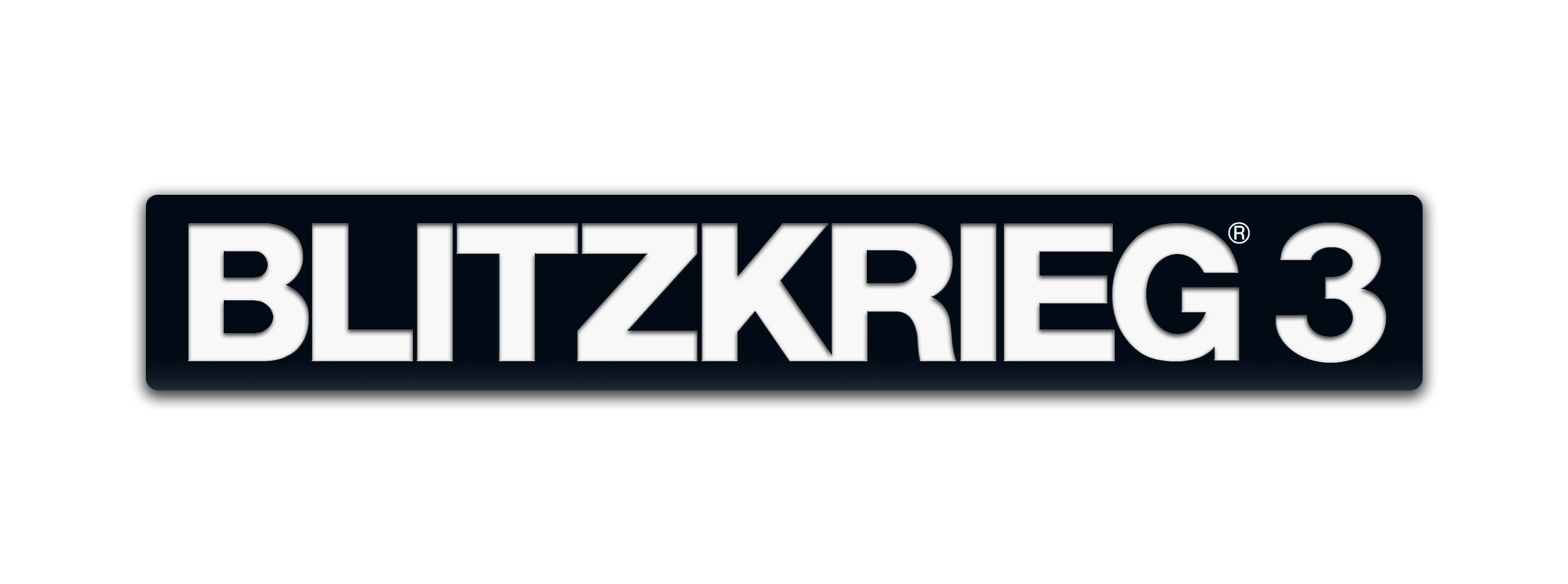
閃擊戰3徽標

与前作不同，《闪电战3》使用全新引擎制作，画面更加精细，并使用全3D效果展示。

## 游戏性
《闪电战3》虽尚未开放测试，但从已公布内容来看，游戏将继承前作传统系统，并予以加强，但游戏将主体从单机转为网络，增加了玩家的互动性。
游戏内所有作战单位较之前作相比，依然全部来自于现实，但因使用全新引擎的缘故，真实度更强，细节表现更真实。